# Sainte-Gemmes-sur-Loire

Sainte-Gemmes-sur-Loire este o comună în departamentul Maine-et-Loire, Franța. În 2009 avea o populație de 3,948 de locuitori.